# Back to Basics
„Back To Basics“ (в превод: „завръщане към основите“) е петият студиен албум на американската поп певица Кристина Агилера, издаден като двоен албум на 9 август 2006 в Япония, 12 август в Австралия и на 15 август в САЩ и Канада. В различните държави в Европа албумът е издаден в периода 9 – 22 август 2006 г.
Албумът има елементи на джаз, блус и соул, което Агилера обяснява като „завръщане към 20-те, 30-те и 40-те години на миналия век“ или по друг начин казано, завръщане към основите (от там името на албума „Back To Basics“).
Албумът включва синглите „Ain't No Other Man“, „Candyman“ и баладата „Hurt“, като за изпълнението на водещия сингъл „Ain't No Other Man“ печели награда Грами за най-добро изпълнение на поп изпълнителка.
Албумът е продуциран от DJ Premier (работещ предимно с рап изпълнители като Ганг Стар, Метод Мен и т.н.), Линда Пери (бивша вокалистка на Фор Нон Блондс), Куаме Холънд (американски МС от 90-те), Рич Харисън (виден продуцент, работил с изпълнители като Мери Джей Блайдж, Кели Роуланд, Бийонсе, Ъшър и др.) и английският китарист Марк Ронсън, като изпълнителен продуцент е Кристина Агилера.

## Списък на песните

### Оригинално издание (Диск 1)
1. „Back To Basics Intro“ – 1:47
2. „Makes Me Wanna Pray“ (със Steve Winwood) – 4:10
3. „Back in the Day“ – 4:13
4. „Ain't No Other Man“ – 3:49
5. „Understand“ – 3:46
6. „Slow Down Baby“ – 3:29
7. „Oh Mother“ – 3:46
8. „F.U.S.S.“ (Interlude) – 2:21
9. „On Our Way“ – 3:36
10. „Without You“ – 3:56
11. „Still Dirrty“ – 3:46
12. „Here to Stay“ – 3:19
13. „Thank You (Dedication to Fans)“ – 4:58

### Диск 2
1. „Enter the Circus“ – 1:42
2. „Welcome“ – 2:43
3. „Candyman“ – 3:14
4. „Nasty Naughty Boy“ – 4:45
5. „I Got Trouble“ – 3:42
6. „Hurt“ – 4:03
7. „Mercy on Me“ – 4:33
8. „Save Me from Myself“ – 3:13
9. „The Right Man“ – 3:51

### Физическо издание
1. „Back to Basics“ – 10:07

### Премиум пакетно издание
1. „Ain't No Other Man“ – 3:49
2. „Back in the Day“ – 4:13

### Walmart ексклузивно издание (DVD)
1. „Back to Basics документален“
2. „Ain't No Other Man“ (видеоклип)
3. „Ain't No Other Man“ (Remix) (видеоклип)
4. „Hurt“ (видеоклип)
5. „Hurt“ (на живо от MTV Video Music Awards)
6. „Зад кадър: Албумно фото“

### Специално издание (DVD)
1. „Ain't No Other Man“ (на живо от Лондон)
2. „Candyman“ (на живо от Лондон)
3. „Beautiful“ (на живо от Лондон)

### Tour издание (DVD)
1. „Ain't No Other Man“ (видеоклип)
2. „Hurt“ (видеоклип)
3. „Candyman“ (видеоклип)
4. „Създаване на Candyman“

## Сертификация
| Класация           | Сертификация | Продажби  |
| ------------------ | ------------ | --------- |
| САЩ                | 2х Платинен  | 2 000 000 |
| Европа             | Платинен     | 1 000 000 |
| Австралия          | 2x Платинен  | 140 000   |
| Австрия            | Златен       | 15 000    |
| Канада             | 3x Платинен  | 300 000   |
| Дания              | Златен       | 20 000    |
| Холандия           | Златен       | 35 000    |
| Германия           | Платинен     | 200 000   |
| Нова Зеландия      | Платинен     | 15 000    |
| Швеция             | Златен       | 30 000    |
| Швейцария          | Платинен     | 30 000    |
| Обединено Кралство | Платинен     | 522 696   |